# RKC華域克
RKC華域克（RKC Waalwijk）是位於荷蘭瓦爾韋克的足球會。現時在荷甲聯賽比賽。

## 球隊歷史
球會名字中的RKC全寫是'Rooms Katholieke Combinatie'，即羅馬天主教的荷蘭文串法。華域克還是球會HEC、WVB和Hercules合併後的產物。球會在1940年8月26日成立，當年在Olympiaweg作為球會主場。後來在1996年，球會的主場搬至曼德馬爾斯球場，擁有6,200個座位，首場賽事是對洛達。華域克被視為小球會，但在荷甲已停留了一段長時間。他們的主場顏色由黃色和藍色組成，在2004/05球季的平均入座人數為5,800人。

## 荣誉
- 荷兰足球乙级联赛
  - 冠军： 1987–88, 2010–11

## 外部連結
- （荷兰文） rkcwaalwijk.nl - 官方網站（页面存档备份，存于）